# Takeshobo
Takeshobo (株式会社竹書房, Kabushiki-gaisha Takeshobō) est une maison d'édition japonaise créée en 1972.

## Magazines
| Magazine                                                                           | Rythme       |
| ---------------------------------------------------------------------------------- | ------------ |
| Ai no taiken Special DX (愛の体験スペシャルDX)                                     | mensuel      |
| Comic Marble (コミックマーブル)                                                    |              |
| Doki! (Dokiッ!)                                                                    | mensuel      |
| Doki! Special (Dokiッ!スペシャル)                                                  | mensuel      |
| Gekiman Special (劇漫スペシャル)                                                   | mensuel      |
| Gokinjo Scandal (ご近所スキャンダル)                                               | mensuel      |
| Hontō ni Atta Gyōten Scoop Manga Zukyun! (本当にあった仰天スクープまんがズキュン!) | mensuel      |
| Hontō ni Atta Yukai na Hanashi (本当にあったゆかいな話)                            | mensuel      |
| Jitsuwa Document (実話ドキュメント)                                                | mensuel      |
| Kaizoku No. 1 (海賊No.1)                                                           | mensuel      |
| Kindai Mahjong (近代麻雀)                                                          | semi-mensuel |
| Kindai Mahjong Original (近代麻雀オリジナル)                                       | mensuel      |
| Manga Club (まんがくらぶ)                                                          | mensuel      |
| Manga Club Original (まんがくらぶオリジナル)                                       | mensuel      |
| Manga Life (まんがライフ)                                                          | mensuel      |
| Manga Life Momo (まんがライフMOMO)                                                 | mensuel      |
| Manga Life Original (まんがライフオリジナル)                                       | mensuel      |
| Manga Life Selection (まんがライフセレクション)                                    | irrégulier   |
| Manga Pachinko 777 (漫画パチンコ777)                                               | mensuel      |
| Men's Street (メンズストリート)                                                    | mensuel      |
| Namaiki! (Namaikiッ!)                                                              | mensuel      |
| Pachi-slo Land (パチスロランド)                                                    | mensuel      |
| Pachinko Land (パチンコランド)                                                     | mensuel      |
| Reijin (麗人)                                                                      | bimensuel    |
| Ren'ai Tengoku Paradise (恋愛天国パラダイス)                                       | mensuel      |
| Suku Suku Paradise (すくすくパラダイス)                                            |              |
| Super Pachi-slo 777 (スーパーパチスロ777)                                          | mensuel      |
| Tokkan Kaientai (特冊快援隊)                                                       | mensuel      |
| Tokkan Shinsengumi DX (特冊新鮮組DX)                                               | mensuel      |
| Vitaman (ビタマン)                                                                 | mensuel      |
| Woman Gekijō (ウーマン劇場)                                                        | mensuel      |
| Zōkan Tokkan Shinsengumi DX (増刊特冊新鮮組DX)                                     | mensuel      |